# Hockey bei den Panamerikanischen Spielen
Die Hockeyturniere der Herren bei den Panamerikanischen Spielen finden seit 1967 statt. Die Damennationalmannschaften zogen 20 Jahre später nach. Argentinien ist mit 8 von 12 Titeln bei den Herren Rekordtitelträger und zog bisher in alle Finals ein. Bei den Damen erreichte Argentinien bei sieben Turnierteilnahmen sechs Titel. Fünfmal mussten sich die US-Amerikanerinnen Argentinien geschlagen geben, bevor ihnen 2011 der erste Titelgewinn gelang. 1991 verlor Kanada das Finale gegen Argentinien.

## Herren
Das Turnier wurde bislang von Rekordsieger Argentinien und Kanada dominiert, die die bisherigen Turniersiege unter sich aufteilten. Beide Teams standen sich zehnmal im Finale gegenüber. Während Argentinien an allen 12 Finals teilgenommen hat, nahm Kanada an zehn teil und verlor nur zwei Halbfinals. Die einzigen beiden anderen Finalgegner Argentiniens waren 1967 in Winnipeg, Trinidad und Tobago und 1971 in Cali, Mexiko.

### Endergebnisse
| Jahr | Ort            | Sieger      | Zweiter        | Dritter | Vierter        | Fünfter        | Sechster          | Siebter             | Achter |
| ---- | -------------- | ----------- | -------------- | ------- | -------------- | -------------- | ----------------- | ------------------- | ------ |
| 2015 | Toronto        | Argentinien | Kanada         | Chile   | Brasilien      | USA            | Mexiko            | Trinidad und Tobago | Kuba   |
| 2011 | Guadalajara    | Argentinien | Kanada         | Chile   | Kuba           | USA            | Mexiko            |                     |        |
| 2007 | Rio de Janeiro | Kanada      | Argentinien    | Chile   | Trinidad u. T. | Kuba           | Niederl. Antillen |                     |        |
| 2003 | Santo Domingo  | Argentinien | Kanada         | Kuba    | Chile          | USA            | Trinidad u. T.    |                     |        |
| 1999 | Winnipeg       | Kanada      | Argentinien    | Kuba    | Chile          | USA            | Trinidad u. T.    |                     |        |
| 1995 | Mar del Plata  | Argentinien | Kanada         | USA     | Kuba           | Trinidad u. T. | Chile             |                     |        |
| 1991 | Havanna        | Argentinien | Kanada         | USA     | Barbados       | Chile          | Kuba              |                     |        |
| 1987 | Indianapolis   | Kanada      | Argentinien    | USA     | Chile          | Trinidad u. T. | Barbados          |                     |        |
| 1983 | Caracas        | Kanada      | Argentinien    | Chile   | USA            | Mexiko         | Kuba              |                     |        |
| 1979 | San Juan       | Argentinien | Kanada         | Mexiko  | Kuba           | Chile          | USA               |                     |        |
| 1975 | Mexiko-Stadt   | Argentinien | Kanada         | Mexiko  | Jamaika        | Chile          | USA               |                     |        |
| 1971 | Cali           | Argentinien | Mexiko         | Kanada  | Chile          | USA            | Jamaika           |                     |        |
| 1967 | Winnipeg       | Argentinien | Trinidad u. T. | USA     | Kanada         | Jamaika        | Mexiko            |                     |        |

### Medaillenspiegel (nach 13 Turnieren)
| Platz | Verband                  | Siege | Zweiter | Dritter | Vierter | Fünfter | Sechster | Siebter | Achter | Gesamt |
| ----- | ------------------------ | ----- | ------- | ------- | ------- | ------- | -------- | ------- | ------ | ------ |
| 1     | Argentinien              | 9     | 4       | 0       | 0       | 0       | 0        | 0       | 0      | 13     |
| 2     | Kanada                   | 4     | 7       | 1       | 1       | 0       | 0        | 0       | 0      | 13     |
| 3     | Mexiko                   | 0     | 1       | 2       | 0       | 1       | 3        | 0       | 0      | 7      |
| 4     | Trinidad und Tobago      | 0     | 1       | 0       | 1       | 1       | 2        | 2       | 0      | 7      |
| 5     | Chile                    | 0     | 0       | 4       | 3       | 3       | 1        | 0       | 0      | 11     |
| 6     | Vereinigte Staaten       | 0     | 0       | 4       | 1       | 5       | 2        | 0       | 0      | 12     |
| 7     | Kuba                     | 0     | 0       | 2       | 3       | 1       | 2        | 0       | 1      | 9      |
| 8     | Jamaika                  | 0     | 0       | 0       | 1       | 1       | 1        | 0       | 0      | 3      |
| 9     | Barbados                 | 0     | 0       | 0       | 1       | 0       | 1        | 0       | 1      | 3      |
| 10    | Brasilien                | 0     | 0       | 0       | 1       | 0       | 0        | 0       | 0      | 1      |
| 11    | Niederländische Antillen | 0     | 0       | 0       | 0       | 0       | 1        | 0       | 0      | 1      |

## Damen
Sechs von sieben Turnieren gewannen die Argentinierinnen im Finale gegen die Vereinigten Staaten. 2011 gelang erstmals den US-Amerikanerinnen der Titelgewinn. 1991 konnte Kanada ins Finale einziehen. Außer den drei vorgenannten Teams war kein weiteres bei allen Turnieren anwesend.

### Endergebnisse
| Jahr | Ort            | Sieger      | Zweiter     | Dritter           | Vierter             | Fünfter  | Sechster            | Siebter                 | Achter |
| ---- | -------------- | ----------- | ----------- | ----------------- | ------------------- | -------- | ------------------- | ----------------------- | ------ |
| 2015 | Toronto        | USA         | Argentinien | Kanada            | Chile               | Uruguay  | Mexiko              | Dominikanische Republik | Kuba   |
| 2011 | Guadalajara    | USA         | Argentinien | Chile             | Kanada              | Kuba     | Mexiko              |                         |        |
| 2007 | Rio de Janeiro | Argentinien | USA         | Niederl. Antillen | Chile               | Kanada   | Kuba                |                         |        |
| 2003 | Santo Domingo  | Argentinien | USA         | Uruguay           | Chile               | Kanada   | Trinidad und Tobago |                         |        |
| 1999 | Winnipeg       | Argentinien | USA         | Kanada            | Trinidad und Tobago | Kuba     | Chile               | Mexiko                  |        |
| 1995 | Mar del Plata  | Argentinien | USA         | Kanada            | Trinidad u. T.      | Kuba     | Chile               |                         |        |
| 1991 | Havanna        | Argentinien | Kanada      | USA               | Mexiko              | Jamaika  | Kuba                |                         |        |
| 1987 | Indianapolis   | Argentinien | USA         | Kanada            | Trinidad u. T.      | Barbados | Jamaika             |                         |        |

### Medaillenspiegel (nach 8 Turnieren)
| Platz | Verband                  | Siege | Zweiter | Dritter | Vierter | Fünfter | Sechster | Siebter | Achter | Gesamt |
| ----- | ------------------------ | ----- | ------- | ------- | ------- | ------- | -------- | ------- | ------ | ------ |
| 1     | Argentinien              | 6     | 2       | 0       | 0       | 0       | 0        | 0       | 0      | 8      |
| 2     | Vereinigte Staaten       | 2     | 5       | 1       | 0       | 0       | 0        | 0       | 0      | 8      |
| 3     | Kanada                   | 0     | 1       | 4       | 1       | 2       | 0        | 0       | 0      | 8      |
| 4     | Uruguay                  | 0     | 0       | 1       | 0       | 1       | 0        | 0       | 0      | 2      |
| 5     | Niederländische Antillen | 0     | 0       | 1       | 0       | 0       | 0        | 0       | 0      | 1      |
| 6     | Chile                    | 0     | 0       | 1       | 3       | 0       | 2        | 0       | 0      | 5      |
| 7     | Trinidad und Tobago      | 0     | 0       | 0       | 3       | 0       | 1        | 1       | 0      | 5      |
| 8     | Mexiko                   | 0     | 0       | 0       | 1       | 0       | 2        | 1       | 0      | 4      |
| 9     | Kuba                     | 0     | 0       | 0       | 0       | 3       | 2        | 0       | 1      | 6      |
| 10    | Jamaika                  | 0     | 0       | 0       | 0       | 1       | 1        | 1       | 0      | 2      |
| 11    | Barbados                 | 0     | 0       | 0       | 0       | 1       | 0        | 0       | 1      | 2      |
| 12    | Dominikanische Republik  | 0     | 0       | 0       | 0       | 0       | 0        | 1       | 0      | 1      |